# FRIENDS II
《FRIENDS II》是日本音樂組合B'z於1996年11月25日由Rooms RECORDS發行的第5張迷你專輯。成為了4th迷你專輯《FRIENDS》的續編。25年後的2021年12月8日發售了本專輯的續編《FRIENDS III》。

## 概要
作為迷你專輯，是自前作『FRIENDS』以來，睽違4年所發表作品。雖然成為了『FRIENDS』的續編，但本作並未如同前作般，憑藉全曲來維持1個故事性，而是成為了每曲故事皆獨立的集錦形式之內容。
根據松本表示「對於B'z而言，迷你專輯即是實驗場。本次成為了一個挑戰B'z迄今為止從未做過類型的音樂企劃。」，本作有許多不同於以往B'z作風AOR（成人搖滾）色彩強烈的樂曲，導入巴薩諾瓦及融合爵士樂、雷鬼樂，多用了長笛、薩克斯風、Fender Rhodes及假音等人聲成為其特徵，松本的吉他聲亦使用了純淨的音色及Cutting撥弦技巧、哇音等。
CD盒包裝在B'z作品中成為首張Digipak樣式。
在LIVE-GYM上除了「SNOW」以外的所有樂曲皆未曾演奏。

## 收錄曲
1. (1:00)
標題曲。本曲是一首使用了古典吉他來彈奏與前作『FRIENDS』曲目1「Friends」相同旋律的器樂曲[4]。
2. (4:06)
本曲是一首絕大部分是以假音歌唱而成的樂曲。在本作中是相對單純的編曲。
亦被收錄於抒情精選輯『The Ballads 〜Love & B'z〜』。
在年末所播放的『MUSIC STATION SPECIAL SUPERLIVE 96（日语：ミュージックステーションスーパーライブ#第5回（1996年））』上，與次曲「傷心」被一同披露[5]。
是本作中唯一在LIVE-GYM上演奏過的樂曲，被演奏於1997年舉行的巡迴演唱會『B'z LIVE-GYM Pleasure '97 "FIREBALL"』、1998年舉行的巡迴演唱會『B'z LIVE-GYM '98 "SURVIVE"』、2008年舉行的巡迴演唱會『B'z LIVE-GYM 2008 "ACTION"』上。
3. (5:04) 
被起用作為朝日電視台系『超次元タイムボンバー（日语：超次元タイムボンバー）』主題曲。
原先是被作為本作的先行單曲製作，但由於「在原本曲數就不多的迷你專輯中包含已知的歌曲，會很令人乏味吧？[原文 2]」這樣的理由而收進了專輯收錄曲。
音色沈穩的吉他獨奏及長笛成為其特徵，採用節奏組以康加鼓等現場樂器賦予鮮活的生命力等等，是與先前的B'z樂曲截然不同的手法。
雖然片長稍短但亦製作了PV，捕捉了臨近拍攝唱片封面時的成員影像，與登場了在唱片封面及扉頁上的女性。此外未加入歌唱影像。
在年末所播放的『MUSIC STATION SPECIAL SUPERLIVE 96』上，與前曲「SNOW」被一同披露[5]。此外，由於在LIVE-GYM上未曾演奏，因此在該節目上成為了唯一的演奏披露。
2014年在粉絲俱樂部會報誌實施的「雖然自身還未曾聽過，但夢想總有一天能在LIVE-GYM上聽到的歌曲[原文 3]」問卷調查中票選第10名。
4. (3:27)
本曲是一首採用了短調巴薩諾瓦的樂曲。
5. （sasanqua 〜冬之陽）(4:27) 
來自松本的長編器樂曲，是一首由原聲吉他作為導入部以為題名使用了電吉他來構成本編的樂曲[3]。
在松本的SOLO專輯『House Of Strings』『Strings Of My Soul（日语：Strings Of My Soul）』中個別收錄了其他版本。
6. （某暗戀）(4:03) 
本曲是一首在以往B'z作品中所沒有的隨機穿插慢放克、融合爵士樂的樂曲。
自吉他獨奏聲部起，隨機穿插臨摹爵士樂的步行低音（Walking Bass），並將節奏轉變成了直線4/4。
無處不在的薩克斯風成為了其特徵。
7. （帶你前往）(5:26) 
本曲是一首B'z首次採用了雷鬼樂的樂曲。
由薩克斯風獨奏揭開序幕，雖然風格在開始時相對悠閒，但自中途可見歌曲昂揚，後半吉他獨奏響徹，結尾做了一次淡出後，以鋼琴獨奏副歌旋律作結。
此外，B段的吉他樂句，加入了前奏的樂句作為助奏（日语：オブリガート）。

## 商業搭配
- 朝日電視台系『超次元タイムボンバー（日语：超次元タイムボンバー）』主題曲(#3)

## 製作人員
- 松本孝弘：吉他、全曲作曲・編曲
- 稻葉浩志：主唱、作詞(#2-4.6.7)、全曲編曲、和聲(#2-4.6.7)
- 池田大介（日语：池田大介 (編曲家)）：全曲編曲
- 山木秀夫（日语：山木秀夫）：爵士鼓
- 中村“キタロー”幸司：貝斯(#3.5-7)
- 青木智仁（日语：青木智仁）：貝斯(#2.4）
- 小野塚晃（日语：小野塚晃）（DIMENSION）：鋼琴・電鋼琴・管風琴(#2.3.4.5.6.7)
- 土岐英史（日语：土岐英史）：薩克斯風(#6.7)
- 斉藤ノブ（日语：斉藤ノブ）：打擊樂器(#3)
- 篠崎Strings：弦樂器
- 赤木りえ：長笛(#3)
- 坪倉唯子：和聲(#3.7)

## 腳註

### 出典
1. ↑  . OKMusic (JAPAN MUSIC NETWORK株式會社). 2008-06-22  [2019-10-28]. （原始内容存档于2019-10-28）.
2. ↑  . MRM.   [2019-10-28]. （原始内容存档于2016-03-25）.
3. 1 2  . MRM. 2013: 29.
4. ↑  . MRM. 2013: 28.
5. 1 2  . 朝日電視台. 1996-12-27  [2019-10-28]. （原始内容存档于2019-10-27）.

## 外部連結
- B'z DISCOGRAPHY『FRIENDS II』（页面存档备份，存于） ※可試聽樂曲